# أحوجين (تدلي فطواكة)
أحوجين هي إحدى مشيخات المملكة المغربية، تتبع جغرافيا لإقليم أزيلال وإداريًا لتدلي فطواكة. يقدر عدد سكانها بـ 4075 نسمة حسب الإحصاء الرسمي للسكان والسكنى لسنة 2004.